# Mathys Belaubre

a Compétitions nationales et continentales officielles uniquement.

b Matchs officiels uniquement.
Dernière mise à jour le 1 juillet 2025.
Mathys Belaubre, né le 15 mars 2005, est un joueur français de rugby à XV. Il évolue au poste de centre.

## Biographie

### Jeunesse et formation
Mathys Belaubre naît le 15 mars 2005. Dès ses six ans, il débute la pratique du rugby à XV au sein du Rugby Club riomois dans la ville de Riom dans le Puy-de-Dôme. Par la suite, il intègre les équipes de jeunes de l'ASM Clermont Auvergne, son club favori, à partir de ses quatorze ans puis rejoint le centre de formation du club. Durant ses années de formation, il est tout d'abord placé en troisième et deuxième ligne avant d'être converti au poste de centre.
En début d'année 2022, il est retenu par la Fédération française de rugby dans un groupe de cent joueurs de moins de 17 ans, considérés comme les meilleurs de leur catégorie d'âge, pour participer à un stage afin que la FFR puisse évaluer leur niveau. Durant l'été 2022, il est retenu par l'équipe de France des moins de 18 ans afin de préparer les International Series en Afrique du Sud. Finalement, il est sélectionné pour cette tournée.
Durant la saison 2022-2023, il fait ses débuts en espoirs et est associé au centre à Léon Darricarrère lors d'un match contre Oyonnax Rugby en octobre 2022,. Lors du mois de février 2023, il est une nouvelle fois retenu par la FFR dans un groupe de cent joueurs pour participer à un stage, cette fois-ci avec les moins de 18 ans.
En amont de la saison 2023-2024, il signe son premier contrat espoir jusqu'en 2026. En décembre 2023, il est convoqué par le staff de l'équipe de France des moins de 20 ans dans un groupe de vingt-six joueurs pour participer à un stage préparatoire, au prochain Tournoi des Six Nations des moins de 20 ans 2024, se déroulant du 4 au 8 janvier suivant à l'issue duquel un match amical est joué contre l'Italie,. Lors de cette rencontre, il est remplaçant et son équipe s'incline 22 à 18 contre leurs homologues Italiens,. Fin février, Mathys Belaubre est convoqué pour la première fois dans le cadre du Tournoi afin de préparer la troisième journée de la compétition contre l'Italie. Pour ce match, il est remplaçant mais n'entre pas en jeu. Lors de la journée suivante, il est titularisé contre le pays de Galles et inscrit notamment son premier essai durant la large victoire 45 à 12 de son équipe à l'extérieur,.

### Début de carrière professionnelle
En mai 2024, Mathys Belaubre est retenu pour la première fois sur une feuille de match en tant que remplaçant avec l'équipe professionnelle lors d'un déplacement sur le terrain de l'USA Perpignan comptant pour la vingt-troisième journée de Top 14. Il fait son entrée en jeu en milieu de seconde période en étant associé à Léon Darricarrère, une nouvelle fois, et délivre notamment une passe décisive, sur son premier ballon, à son coéquipier qui s'en va marquer un essai important. Son club s'impose finalement 35 à 28 à l'extérieur. Trois journées plus tard, pour la dernière rencontre de Top 14 de la saison, il est de nouveau retenu sur le banc afin d'affronter le Montpellier HR au stade Marcel-Michelin. Il fait son entrée en jeu en fin de match et participe à la large victoire 52 à 15 de son équipe.
En juin suivant, il est de nouveau sélectionné avec les Bleuets afin de disputer le Championnat du monde junior 2024 en Afrique du Sud,. Lors des deux premiers matchs de poule, il est titularisé. Remplaçant pour la finale, la France s'incline toutefois 21 à 13 contre l'Angleterre.
Pour la saison 2024-2025, il fait une nouvelle fois partie de l'effectif des espoirs du club clermontois. À l'automne 2024, il est sélectionné pour un stage préparatoire au prochain Tournoi des Six Nations des moins de 20 ans. Le 7 décembre 2025, profitant des forfaits de Léon Darricarrère et George Moala, il joue son premier match professionnel de la saison contre le Benetton Trévise en Champions Cup, étant titularisé pour la première fois de sa carrière et faisant ses débuts dans la compétition. Ce même mois, il connait également sa première titularisation en Top 14 contre le Stade rochelais puis enchaîne également contre le Montpellier HR,. Au mois de janvier 2025, il fait partie du groupe de 45 joueurs retenus pour le Tournoi des Six Nations des moins de 20 ans. Il n'est utilisé qu'à une seule reprise lors du Tournoi, remporté par son équipe, à l'occasion de la dernière journée face à l'équipe d'Écosse en tant que remplaçant. Profitant des absences de Léon Darricarrère, George Moala ou également Lucas Tauzin, il obtient un temps de jeu important, et termine la saison avec sept matchs joués, dont six titularisations,,. En fin de saison, il est retenu par l'équipe de France des moins de 20 ans dans un groupe élargi afin de préparer le Championnat du monde junior 2025. Toutefois, il n'est pas retenu dans le groupe final.
Pour la saison 2025-2026, il est annoncé qu'il est prêté à l'USON Nevers en Pro D2 afin de gagner du temps de jeu,.

## Statistiques

### En club
| Saison             | Club               | Championnat | Championnat | Championnat | Compétitions EPCR | Compétitions EPCR | Compétitions EPCR |
| Saison             | Club               | Compétition | Matchs      | Essais      | Compétition       | Matchs            | Essais            |
| ------------------ | ------------------ | ----------- | ----------- | ----------- | ----------------- | ----------------- | ----------------- |
| 2023-2024          | ASM Clermont       | Top 14      | 2           | 0           | Challenge Cup     | -                 | -                 |
| 2024-2025          | ASM Clermont       | Top 14      | 5           | 0           | Champions Cup     | 2                 | 0                 |
| Total ASM Clermont | Total ASM Clermont | Top 14      | 7           | 0           | Compétitions EPCR | 2                 | 0                 |

### En équipe nationale
Mathys Belaubre dispute quatre matchs avec l'équipe de France des moins de 20 ans en une saison, prenant part à une édition du Tournoi des Six Nations en 2024 et à une édition du Championnat du monde junior en 2024. Il inscrit cinq points, un essai.

## Palmarès
- Finaliste du Championnat du monde junior en 2024 avec l'équipe de France des moins de 20 ans.
- Vainqueur du Tournoi des Six Nations en 2025 avec l'équipe de France des moins de 20 ans.